# Seguir em Frente
Seguir em Frente é o sétimo álbum da dupla sertaneja brasileira Rick & Renner, lançado em 2000 pela Warner Music. Os maiores sucessos desse álbum são "Pra Ficar Dez", "Seguir em Frente" e "Sai de Mim". Outro destaque foi a canção "Maravilhosa", que foi incluída na trilha sonora da novela Pícara Sonhadora, exibida pelo SBT em 2001. Teve no máximo 100.000 cópias vendidas, e com isso foi certificado com um disco de ouro pela ABPD.
Em 2018, a música "Seguir em Frente" foi relançada em uma nova versão marcando o segundo retorno da dupla, e assim dando título à nova turnê da dupla e ao álbum lançado no mesmo ano.

## Faixas
| N.º | Título                                    | Compositor(es)                           | Duração |  |
| 1.  | "Seguir Em Frente"                        | Peninha / Arandas Júnior                 | 4:02    |  |
| 2.  | "Estou Me Desligando de Você"             | Tivas                                    | 4:14    |  |
| 3.  | "Maravilhosa"                             | Elias Muniz                              | 3:46    |  |
| 4.  | "Marcas de Batom"                         | Waldir Luz / Tivas                       | 3:11    |  |
| 5.  | "Da Terra Ao Céu (De La Tierra Al Cielo)" | Donato / Estefano - versão: Carlos Colla | 5:29    |  |
| 6.  | "Coisas do Coração"                       | Zé Henrique / Fauze                      | 3:03    |  |
| 7.  | "Sai de Mim"                              | Roberto Merli / Alexandre                | 3:50    |  |
| 8.  | "Tô Por Aí"                               | Felipe / Valéria Barros                  | 3:42    |  |
| 9.  | "Remelexo"                                | Elias Muniz                              | 3:30    |  |
| 10. | "Eterna Paixão"                           | Rick / Elias Muniz                       | 4:39    |  |
| 11. | "Pra Ficar Dez"                           | Waldir Luz                               | 3:30    |  |
| 12. | "Loucuras de Amor"                        | Rick                                     | 4:00    |  |
| 13. | "Peão Que é Peão"                         | Rick                                     | 3:03    |  |
| 14. | "Vou Te Esperar"                          | Rick / Alexandre                         | 4:16    |  |
| 15. | "Meu Coração Pirou"                       | Zé Henrique                              | 3:38    |  |

## Certificações
| País          | Certificação | Data | Vendas certificadas |
| ------------- | ------------ | ---- | ------------------- |
| Brasil (ABPD) | Ouro         | 2001 | 100.000             |